# Фэр-Хейвен (тауншип, Миннесота)
Фэр-Хейвен (англ. Fair Haven) — тауншип в округе Стернс, Миннесота, США. На 2000 год его население составило 1458 человек.

## География
По данным Бюро переписи населения США площадь тауншипа составляет 92,8 км², из которых 88,1 км² занимает суша, а 4,7 км² — вода (5,08 %).

## Демография
По данным переписи населения 2000 года здесь находились 1458 человек, 510 домохозяйств и 401 семья.  Плотность населения —  16,6 чел./км².  На территории тауншипа расположено 596 построек со средней плотностью 6,8 построек на один квадратный километр. Расовый состав населения: 98,77 % белых, 0,41 % афроамериканцев, 0,62 % коренных американцев, 0,07 % азиатов и 0,14 % приходится на две или более других рас. Испанцы или латиноамериканцы любой расы составляли 0,55 % от популяции тауншипа.
Из 510 домохозяйств в 40,4 % воспитывались дети до 18 лет, в 69,2 % проживали супружеские пары, в 5,5 % проживали незамужние женщины и в 21,2 % домохозяйств проживали несемейные люди. 18,0 % домохозяйств состояли из одного человека, при том 7,1 % из — одиноких пожилых людей старше 65 лет. Средний размер домохозяйства — 2,86, а семьи — 3,24 человека.
30,0 % населения — младше 18 лет, 7,3 % — в возрасте от 18 до 24 лет, 29,8 % — от 25 до 44, 23,5 % — от 45 до 64, и 9,3 % — старше 65 лет. Средний возраст — 36 лет. На каждые 100 женщин приходилось 107,7 мужчин.  На каждые 100 женщин старше 18 приходилось 113,6 мужчин.
Средний годовой доход домохозяйства составлял 44 808 долларов, а средний годовой доход семьи —  52 000 долларов. Средний доход мужчин —  36 667  долларов, в то время как у женщин — 22 500. Доход на душу населения составил 17 951 доллар. За чертой бедности находились 4,7 % семей и 6,1 % всего населения тауншипа, из которых 7,4 % младше 18 и 6,7 % старше 65 лет.